# 베르나르 펠레이

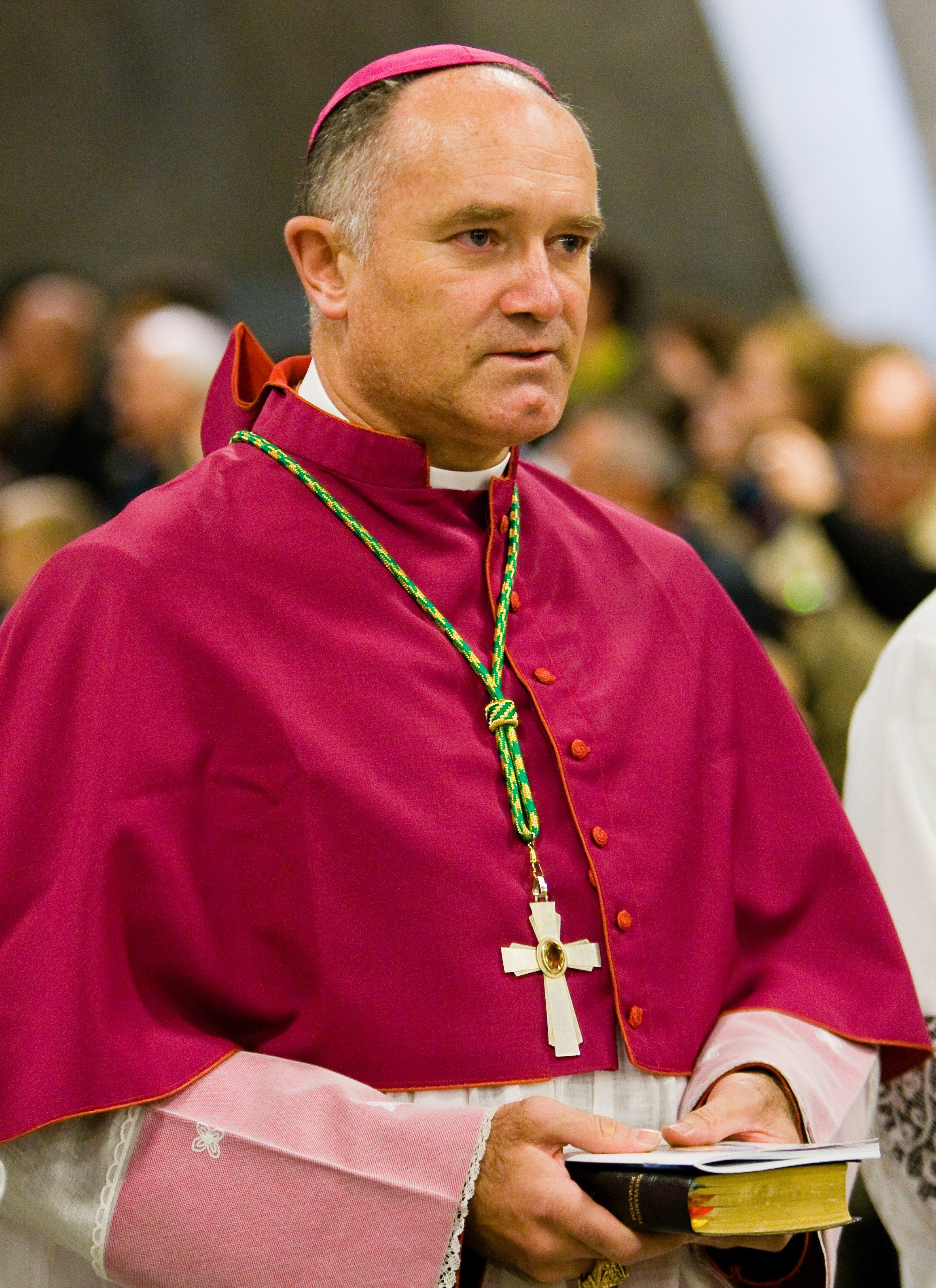
2008년 루르드에서의 베르나르 펠레이

베르나르 펠레이(Bernard Fellay, 1958년 4월 12일 - )는 스위스의 주교이자 전통 가톨릭 단체인 성 비오 10세회의 총장이다. 1988년 마르셀 르페브르 대주교의 판단에 따라 세 명의 사제와 더불어 공동으로 주교로 서임되자 교황 요한 바오로 2세로부터 교황의 허락을 받지 않고 주교로 서임받았다는 죄로 자동 파문의 제재를 받았다.
2009년 1월 교황 베네딕토 16세는 펠레이가 교황청 주교성에 한 요청을 받아들여, 그를 포함한 성 비오 10세회 주교 네 명에 대한 파문 제재를 철회하였다.

## 어린 시절과 사제품
펠레이는 1958년 스위스 시에르에서 태어났다. 1977년 10월 19세가 된 그는 사제가 되기 위해 스위스 에콘에 있는 성 비오 10세회 국제 신학교에 입학하였다. 1982년 6월 29일 펠레이는 마르셀 르페브르 대주교에 의해 사제로 서품받았다. 사제품을 받은 그는 이후 10년 동안 성 비오 10세회의 회계 담당을 맡았다.

## 주교 서임과 파문

베르나르 펠레이 주교의 문장

1988년 6월 마르셀 르페브르 대주교는 펠레이를 포함한 총 네 명의 성 비오 10세회 사제를 주교로 서임하겠다고 발표하였다. 그러나 이는 교황의 사전 승인을 얻지 못하였다. 원래 교회법 제1382조에 따르면, 사제를 주교로 서임하기 위해서는 먼저 교황으로부터 허락을 받아야 하는 것이 필요하지만, 그는 자신의 판단에 따르겠다는 입장을 밝혔다. 이 소식을 들은 교황청 주교성 장관 베르나르댕 간탱 추기경은 1988년 6월 17일 펠레이에게 공식적으로 경고하고 나섰다. 그 내용은 르페브르에게 만일 교황의 허락 없이 자율적으로 주교를 서임한다면, 자동 파문될 것이라는 것이었다.
1988년 6월 20일 펠레이는 다른 세 명의 사제와 함께 르페브르에 의해 주교로 서임되었다. 1988년 7월 1일 간탱 추기경은 르페브르와 그에게 주교로 서임받은 이들은 사도좌의 권한인 파문의 형벌을 자초하였다고 언급한 선언문을 발표하였다.
1988년 7월 2일 교황 요한 바오로 2세는 자의교서 《하느님의 교회》(Ecclesia Dei)에서 이들의 파문을 재차 확인했으며, 르페브르의 주교 서임은 교황에 대한 불순명이자 교회의 일치를 깨뜨린 매우 중대한 문제라고 언급하였다. 그러면서 그는 이러한 불순명은 사실상 로마 교황의 수위권을 거부한 것이나 마찬가지며, 이교적 행위에 해당한다고 말했다. 교황청 하느님의 교회 위원장 다리오 카스트리욘 오요스 추기경은 설사 공식적인 이교가 아니라 할 지라도, 교회의 분열을 야기하였다고 말하였다.
펠레이와 그의 추종자들은 자신들의 주교 서임이 가톨릭교회 안의 도덕적·신학적 위기 때문에 필수불가결한 것이었다고 항변하면서, 자신들에게 내려진 파문의 유효성을 부인하였다.

## 성 비오 10세회 총장
1994년 7월 에콘에 소집된 성 비오 10세회 총회는 프란츠 슈미트베르거 신부의 뒤를 이어 펠레이 주교를 총장으로 선출하였다. 2006년 임기 12년의 총장 선거에서 펠레이 주교가 재차 선출되었으며, 그의 임기는 2018년에 종료될 예정이다. 성 비오 10세회의 몇몇 반대자들, 특히 프랑스의 과격한 전통주의 웹사이트들(Virgo-Maria, Resistance-Catholique, TRADITIO Network)은 총장의 임기는 본래 4년 밖에 되지 않는다는 점을 들어, 펠레이 주교의 임기가 너무 길다고 비판하였다.
2005년 8월 29일 펠레이는 카스텔간돌포로 가서 교황 베네딕토 16세를 알현하였다. 당시 자리에는 다리오 카스트리욘 오요스 추기경과 슈미트베르거 신부도 동석하였다. 그들은 교회와 성 비오 10세회 현재 상황과 함께 교회의 현대화에 대한 성 비오 10세회의 우려, 트리엔트 미사의 재허용, 성좌의 성 비오 10세회 인가 가능성 등에 대해 심도 있게 논의했다.
펠레이가 자신을 포함하여 1988년 6월 30일 르페브르에 의해 서임된 네 명의 주교에게 내려진 파문을 철회해줄 것을 요청함에 따라 2009년 1월 21일 교황 베네딕토 16세로부터 전권을 위임받은 교황청 주교성 장관 조반니 바티스타 레 추기경은 성 비오 10세회 주교 네 명의 자동 파문 제재를 사면한다는 내용의 교령을 발표하였다. 교령에서는 이 조치로 상호 신뢰 관계가 공고해지고, 교회 일치를 촉진하여 성 비오 10세회 전체가 가시적인 일치의 표징인 교황의 권위와 교도권을 진심으로 인정하고 진정으로 충성한다는 사실을 보여 주기를 바란다는 말로 끝맺고 있다. 이에 따라 이들 주교 네 명의 교회법적 위치는 성 비오 10세회의 다른 성직자들과 같이 불법이지만 유효한 상태가 되었다.
한편 파문 제재 사면 조치에 대해 성 비오 10세회의 모든 회원이 환영하지만은 않았다. 성 비오 10세회 이탈리아 북부 관구장 플로리안 아브라하모비츠 신부는 교황청의 파문 제재 철회에 대해 ‘모욕적’이라고까지 말했다. 왜냐하면 원래 성 비오 10세회에서는 이들 주교 네 명에게 내려진 파문 자체가 유효성이 없다고 주장했었는데, 이제는 성 비오 10세회 총장인 펠레이 주교가 입장을 바꾸어 파문을 철회해 달라고 교황청에 요청하여 승낙을 얻어냈기 때문이라는 것이다. 이러한 입장 표명에 더해 홀로코스트와 관련된 언급 때문에 아브라하모비츠 신부는 얼마 지나지 않아 성 비오 10세회에서 제명되었다.
이 사건에 대해 교황청 경신성사성 장관 안토니오 카니자레스 리오베라 추기경은 펠레이가 르페브르가 1970년판 로마 미사 경본에 따른 미사 양식을 엄격하게 준수하며 집전했다면 파문을 초래할 행동을 취하지 않았을 것이라고 선언한 것이라고 보도하였다.
2009년 7월 펠레이는 인터뷰에서 로마와의 대화와 관련한 이야기를 하면서 제2차 바티칸 공의회 문제를 거론하였다. 그는 “우리는 제2차 바티칸 공의회와 관련해서 어떠한 타협도 하지 않을 것입니다. 저는 타협할 의도가 없습니다. 진리는 타협을 용인하지 않습니다. 우리는 타협을 원하지 않으며, 제2차 바티칸 공의회에 대한 분명함을 원할 뿐입니다.”라고 잘라 말했다. 2011년 2월 펠레이는 바티칸과의 화해를 위한 대화는 곧 끝날 것이며, 양측의 생각은 거의 바뀌지 않을 것이라고 말했다. 제2차 바티칸 공의회 이후 교회의 변화에 대한 논쟁에 더해, 가톨릭교회와 성 비오 10세회 사이에 교황 요한 바오로 2세의 시복이라는 새로운 문제가 떠올랐다. 펠레이는 요한 바오로 2세 교황이 2011년 5월 1일 시복되는 것이 확정되었다는 교황청의 발표를 듣고, “이것은 심각한 문제입니다. 요한 바오로 2세는 진보적인 통치를 통해 교회를 소위 ‘제2차 바티칸 공의회의 정신’이라는 잘못된 방향으로 인도했기 때문입니다.”라고 비판하였다. 한편 성 비오 10세회의 또 다른 주교인 리처드 윌리엄슨은 펠레이 총장이 교황청과의 대화함에 있어 너무 개방적인 태도를 보인다며 크게 비판하는 메시지를 발표하였다. 하지만 2013년 8월 12일 펠레이는 2012년 4월 15일 교황청에서 제시한 타협안을 거부했다는 입장을 밝히면서 “우리는 작년 그 어떤 합의안으로부터 우리 자신을 지켜주신 것에 대해 하느님께 감사드린다”고 말했다.
펠레이는 또한 파티마의 제3비밀에 대해서도 언급했는데, 그는 세상에 대한 징벌과 교회의 위기를 모두 예견한 것이라는 의견을 내놓았다. 교황 프란치스코에 대해서는 ‘진정한 현대주의자’라고 비평하였다. 프란치스코 교황은 2013년 7월 성 비오 10세회와의 대화를 시작했는데, 이에 대해 펠레이는 “현재 우리는 그의 전모를 아직 파악하지 못했지만, 충분히 사수할 각오가 되어 있다”고 밝혔다.
2012년 12월 28일 펠레이는 캐나다 온타리오에 있는 카르멜 산의 성모 경당에 가진 라디오 인터뷰에서 “그동안 교회가 성 비오 10세회를 인정하는 것에 대해 가장 반대한 이들이 누구였습니까? 교회의 적들이었습니다. 유대인들, 프리메이슨회원들 그리고 현대주의자들이 그들입니다.”라는 말을 하였다. 이 발언은 이후 각 언론을 통해 전파되어 유대인들로부터 비판을 받았다.
이에 대해 성 비오 10세회 측은 다음과 같은 입장을 밝혔다. “펠레이 주교가 사용한 적들이라는 단어는 당연히 종교적 개념으로서, 선교와 그를 통한 영혼의 구령을 달성하려는 교회의 노력들을 반대하는 단체나 종파를 의미한다. … 유대인들에 관한 펠레이 주교의 발언은 언론에서 말하는 것처럼 유대인들에게 한 것이 아니라 유대인 단체의 지도자들을 가리킨 것이었다. 그런 연유로, 성 비오 10세회의 입을 막기 위한 일련의 시도로써 증오 연설 내지는 반유대주의라는 근거 없는 비난을 되풀이하는 것에 대해 강하게 성토하는 바이다.”